# Justus von Gruner (Politiker)
Justus Karl Alexander Friedrich Elliot Wilhelm Ferdinand von Gruner (* 2. April 1807 in Berlin; † 2. Oktober 1885 in Berlin) war ein preußischer Diplomat und Politiker.

## Jugend und Ausbildung
Sein Vater war Justus von Gruner, ein preußischer Staatsmann, seine Mutter eine geborene Freiin von Pöllnitz. 1810 zog von Gruners Mutter mit ihren beiden Söhnen zu ihrem in Franken lebenden Bruder und wurde 1811 von ihrem Mann geschieden. Justus von Gruner wuchs in Leutershausen in der Familie seines Onkels, eines Landrichters, auf.
Er besuchte in Ansbach das Gymnasium bis 1827, leistete im folgenden Jahr seine Wehrpflicht beim Gardeschützenbataillon in Berlin und studierte anschließend Rechtswissenschaft an den Universitäten Göttingen, Heidelberg und Berlin, wo er 1830 das 1. juristische Examen ablegte. Er war beim Stadtgericht in Berlin und beim Oberlandesgericht in Münster tätig. 1832 bestand er das 2. juristische Examen. Da er jedoch nicht in den juristischen Dienst wollte, sondern in den Verwaltungsbereich, musste er zwei Jahre bei der Provinzialverwaltung in Breslau sich auf das große „Regierungsexamen“ vorbereiten, das er 1835 bestand. In den folgenden Jahren war er als Verwaltungsbeamter in der Bezirksregierung Frankfurt an der Oder, beim Hauptsteueramt in Köln und dem Hauptsteueramt in Berlin tätig. Er wurde auf seinen Wunsch in das Ministerium des Äußeren versetzt und legte 1844 sein Examen zum Legationsrat ab, welches die Voraussetzung für eine Tätigkeit im Auswärtigen Dienst war.

## Beruf und Politik
Von Anfang 1845 bis 1847 war er Mitglied der preußischen Bundestagsgesandtschaft, nahm aber im Sommer 1846 einen etwa halbjährigen Urlaub, um in Genf und Paris seine Französischkenntnisse zu verbessern. Der preußische Gesandte in Paris bat von Gruner, eine Broschüre über die Schleswig-Holsteinische Frage zu verfassen, um in der französischen Öffentlichkeit den Standpunkt Preußens darzulegen. Die Broschüre erschien 1846 in Paris anonym unter dem Titel De la succession dans la monarchie danoise considerée principalement sous le point de vue du droit public.  Anfang 1847 nahm von Gruner seinen Dienst wieder auf, wurde im gleichen Jahr in das Ministerium des Äußeren versetzt, wo er als „vortragender Rat“ tätig war. Im Sommer 1851 wurde von Gruner zusammen mit General von Rochow und Otto von Bismarck Mitglied der preußischen Gesandtschaft am mittlerweile wieder hergestellten Bundestag. Nur drei Monate später schied von Gruner am 1. November 1851 auf eigenen Wunsch aus dem preußischen Staatsdienst aus – wahrscheinlich aus Enttäuschung darüber, dass der acht Jahre jüngere von Bismarck zum Bundestagsgesandten ernannt wurde, nicht aber von Gruner.
Am 26. November 1851 wurde von Gruner in die Stadtverordnetenversammlung der Stadt Berlin gewählt, schied aber bereits Ende 1852 wieder aus.
Nachdem von Gruner bereits 1849 bis 1850 Abgeordneter der II. Kammer des Preußischen Landtags war, wurde er nach seinem Ausscheiden aus dem Staatsdienst 1852 erneut in den Preußischen Landtag gewählt und vertrat hier nacheinander die Wahlkreise Paderborn, Duisburg und Magdeburg. Er schloss sich im Landtag der liberal-konservativen Wochenblattpartei um Moritz August von Bethmann-Hollweg an, der er bis zu seinem Ausscheiden aus dem Landtag 1861 angehörte. In der Zeit arbeitete er auch sehr intensiv am publizistischen Organ der Fraktion, dem „Preußischen Wochenblatt“, mit, dessen Chefredaktion er später übernahm. Durch seine Beziehungen zu Bethmann-Hollweg lernte er den Kronprinzen Wilhelm und dessen Gattin Augusta näher kennen.
Nach der Übernahme der Regentschaft durch den Kronprinzen Wilhelm trat von Gruner mit Beginn der Neuen Ära wieder in den Staatsdienst ein, wurde zum „Wirklichen Geheimen Legationsrat“ befördert und wurde Unterstaatssekretär im Ministerium des Äußeren. Kurz nach dem Ausscheiden der liberalen Minister aus der Regierung wurde von Gruner auf seinen Wunsch hin „zur Disposition“ gestellt und ließ ab Juli 1862 seinen Beamtenstatus ruhen. Wilhelm, seit 1859 König von Preußen, berief von Gruner im September 1862 zum Mitglied des Preußischen Herrenhauses gegen den Willen des Innenministers Eulenburg, der gegen die Berufung besonders opponierte. Von Gruner gehörte damit zu den sieben Abgeordneten, die auf persönlichen Wunsch Wilhelms während seiner Regierungszeit in das Herrenhaus berufen wurden.
Von Gruner war mit den Brüdern August und Peter Reichensperger, Ludwig Windthorst und anderen zur katholischen Fraktion zählenden Politikern befreundet und bekämpfe als Abgeordneter des Herrenhauses die von Bismarck betriebene Kulturkampfpolitik gegen die katholische Kirche, was ihm den Hass von Bismarck einbrachte, zumal er von 1861 bis zu seinem Tode 1885 zum Kreise derjenigen gehörte, von denen sich die Königin bzw. spätere Kaiserin Augusta regelmäßig über die aktuelle politische Entwicklung berichten ließ.
Im Februar 1867 wurde von Gruner vom Wahlkreis Duisburg (Düsseldorf 6) als Abgeordneter in den konstituierenden Reichstag des Norddeutschen Bundes gewählt und konnte sich in der Stichwahl gegen den damaligen Duisburger Bürgermeister Otto Keller durchsetzen. Von Gruner schloss sich keiner Fraktion an und blieb unabhängiger Liberaler und votierte zumeist gegen die Regierung, was zu einer Kampagne der „Rhein-Ruhr Zeitung“ gegen von Gruner führte, so dass dieser nicht wieder als Kandidat aufgestellt wurde.

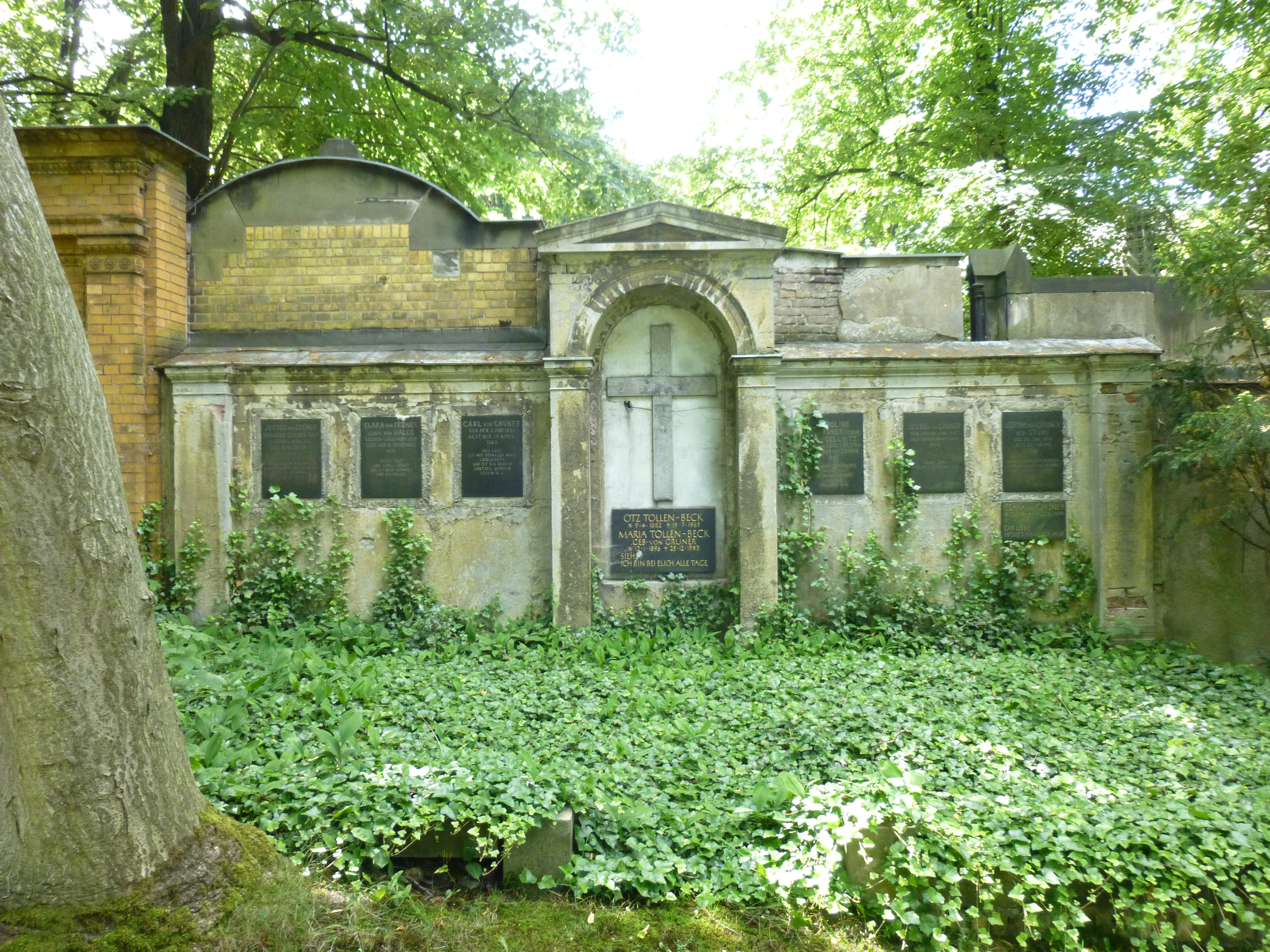
Alter St.-Matthäus-Kirchhof Berlin, Familiengrab Justus von Gruner

Nachdem von Gruner auf eigenen Wunsch im April 1867 aus dem Staatsdienst endgültig ausgeschieden war und auch nicht wieder für den Reichstag nominiert wurde, zog sich von Gruner aus der Öffentlichkeit zurück. 1877 kam es zu einem in der Presse viel diskutierten Skandal, als Kaiser Wilhelm I. von Gruner zum „Wirklichen Geheimen Rat“ ernennen und ihm den Titel „Exzellenz“ verleihen wollte, das Staatsministerium – offensichtlich auf Weisung Bismarcks – sich jedoch weigerte, die entsprechende Urkunde auszustellen und gegenzuzeichnen. Kaiser Wilhelm I. wies daraufhin den Minister des Königlichen Hauses, Alexander von Schleinitz, an, die Ernennungsurkunde auszufertigen und gegenzuzeichnen.
Seit Anfang der 1880er Jahre erlitt von Gruner mehrere Schlaganfälle und starb am 2. Oktober 1885 in Berlin.

## Familie
Er heiratete am 30. April 1839  seine Cousine Clara von Halle (* 8. Dezember 1819; † 18. November 1878), die Tochter des Berliner Bankiers Gottlieb von Halle und der Johanna von Gruner. Das Paar hatte mehrere Kinder:
- Johanna Karolina Klara (* 19. August 1848; † 21. Januar 1924) ⚭ 1871 Wilhelm von Düring, Landrat des Kreises Münden
- Karl Fridrich Gottlieb Justus (* 29. Juni 1857), Privattier  ⚭ 1883 Bertha Amalie Marie Stüve (* 29. Juni 1863)
- Sohn (1859–1859)
- Karl Johannes Richard (* 3. Juni 1861; † 28. April 1865)